# Lavoir des Chavannes
Le lavoir des Chavannes à Montceau-les-Mines, en France, est un lavoir à charbon construit à partir de 1923 à l'instigation des Houillères de Blanzy.
Il fonctionna jusqu'à l'automne 1999, avant son inscription aux monuments historiques l'année suivante. En mauvais état et vandalisé, le site pourrait faire l'objet d'une friche contrôlée ou être démonté. Il est radié en novembre 2020 en raison de la disparition de certains de ses composants et de la dégradation importante des installations subsistantes.

## Localisation
Le lavoir est situé sur la commune de Saint-Vallier, au sud de la ville de Montceau-les-Mines, dans le département de Saône-et-Loire en région Bourgogne-Franche-Comté.

## Histoire
Le lavoir est construit entre 1922 et 1923. Il est fermé en novembre 1999.

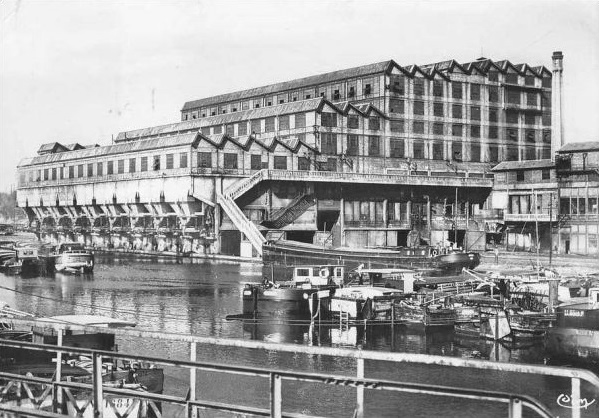
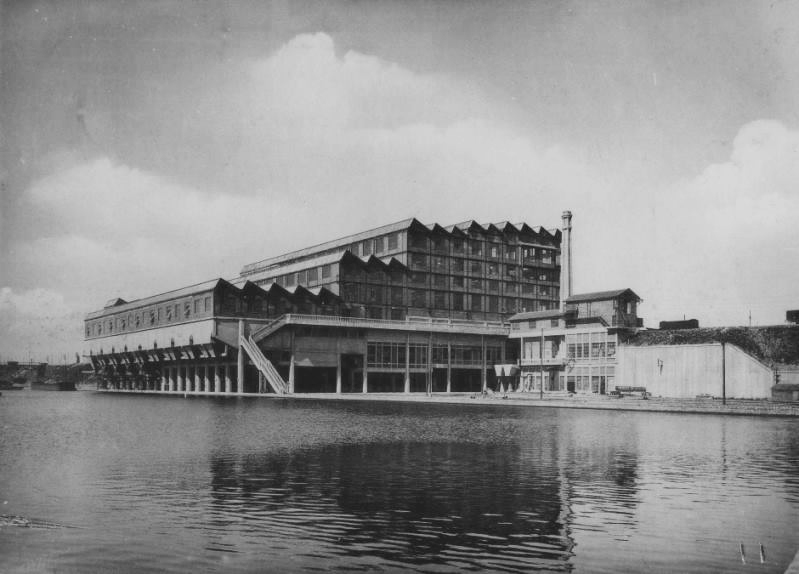
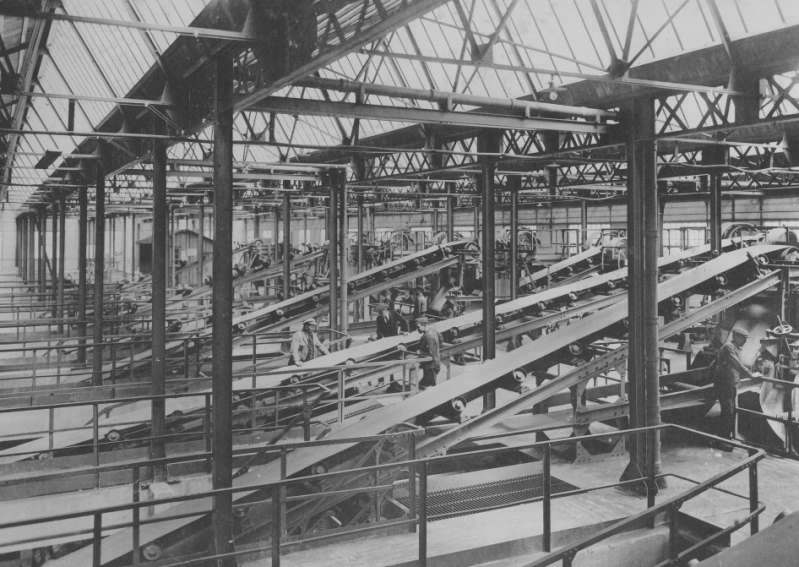

## Caractéristiques

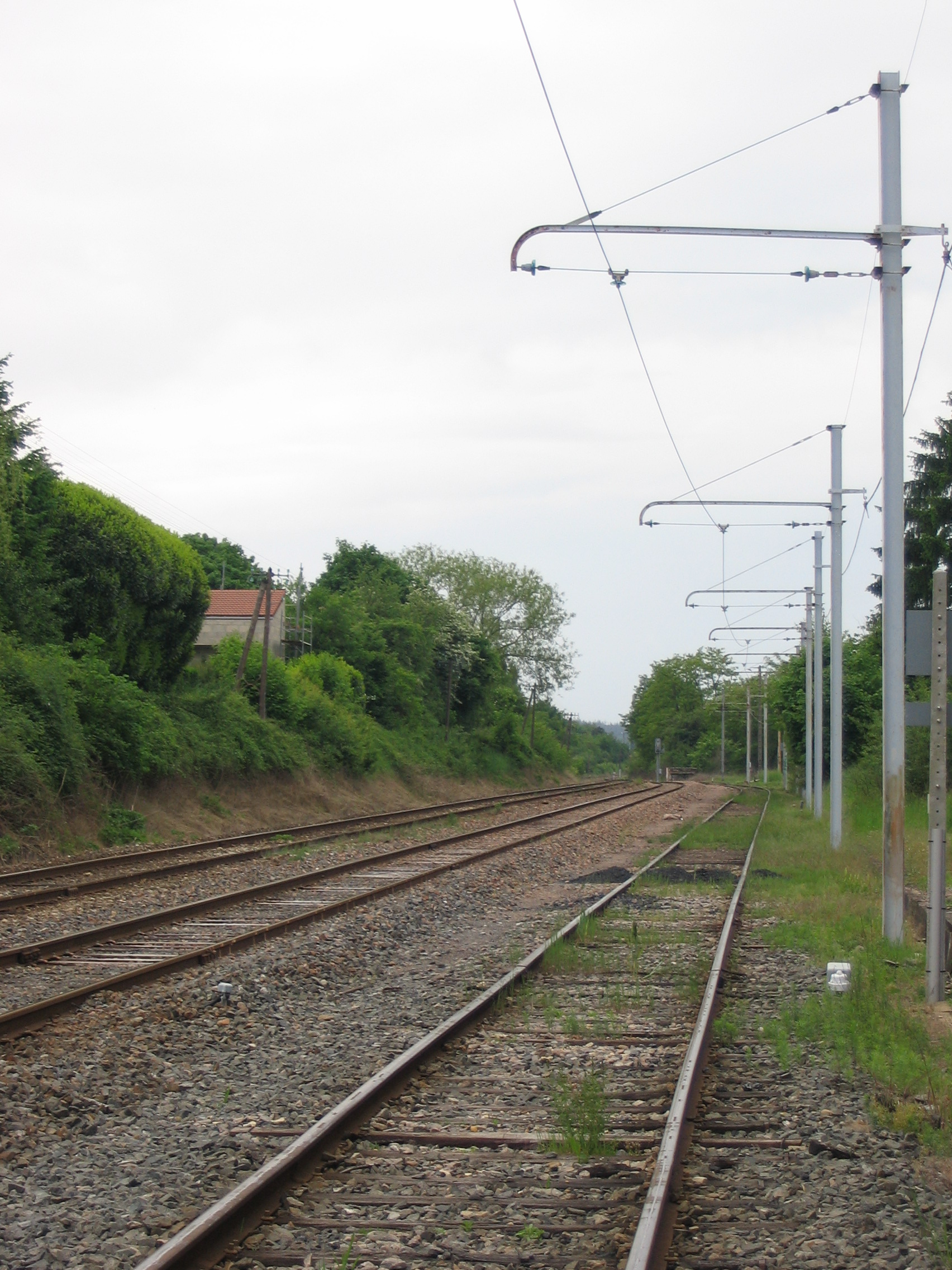
Une infrastructure d'acheminement domestique sous tension, à la fois intégrée et séparée du réseau courant.

Les installations se répartissent sur un périmètre de 32 ha sur plusieurs niveaux, pour une emprise au sol de 8 000 m2. Une dizaine de lignes de traitement sont progressivement activées, modernisées après 1950, puis régulièrement presque jusqu'au bout de l'exploitation.
Le charbon arrive au lavoir afin d'y être trié, en fonction de sa granulométrie.
L'usine peut traiter, au plus fort de l'activité, jusqu'à 1 000 t de minerai à l'heure.
Elle possède son propre réseau d'acheminement par rail, qui la connecte aux puits environnants et à la ligne de Montchanin à Paray-le-Monial et la gare de Montceau, via un pont métallique franchissant le Canal du Centre.
Réalisation privée à écartement standard (1,435 m) mais surtout, fait marquant, électrifiée, contrairement aux voies RFF qui traversent l'agglomération.

## Reconversion
Redonner vie à ce qui est devenu une immense friche industrielle, n'est pas chose aisée. Les bâtiments ont subi les affres du temps, avec les inévitables pillages et son cortège de dégradations. Moins de 10 ans après l'abandon officiel du secteur, il ne subsiste quasiment plus rien des équipements électriques extérieurs. En longeant à pieds les rails vers le nord, on parvient en une dizaine de minutes à la centrale thermique de Lucy attenante.
L'ensemble du site est inscrit au titre des monuments historiques par arrêté du 13 octobre 2000 avec le label « Patrimoine du XXe siècle ».
La Communauté urbaine Creusot-Montceau (une vingtaine de communes, près de 100 000 habitants) a lancé cette idée, un concours international au début des années 2000. Les projets ont tous avorté, faute de financements. Les dernières idées subsistantes sont une valorisation de la friche industrielle, ou un démantèlement.

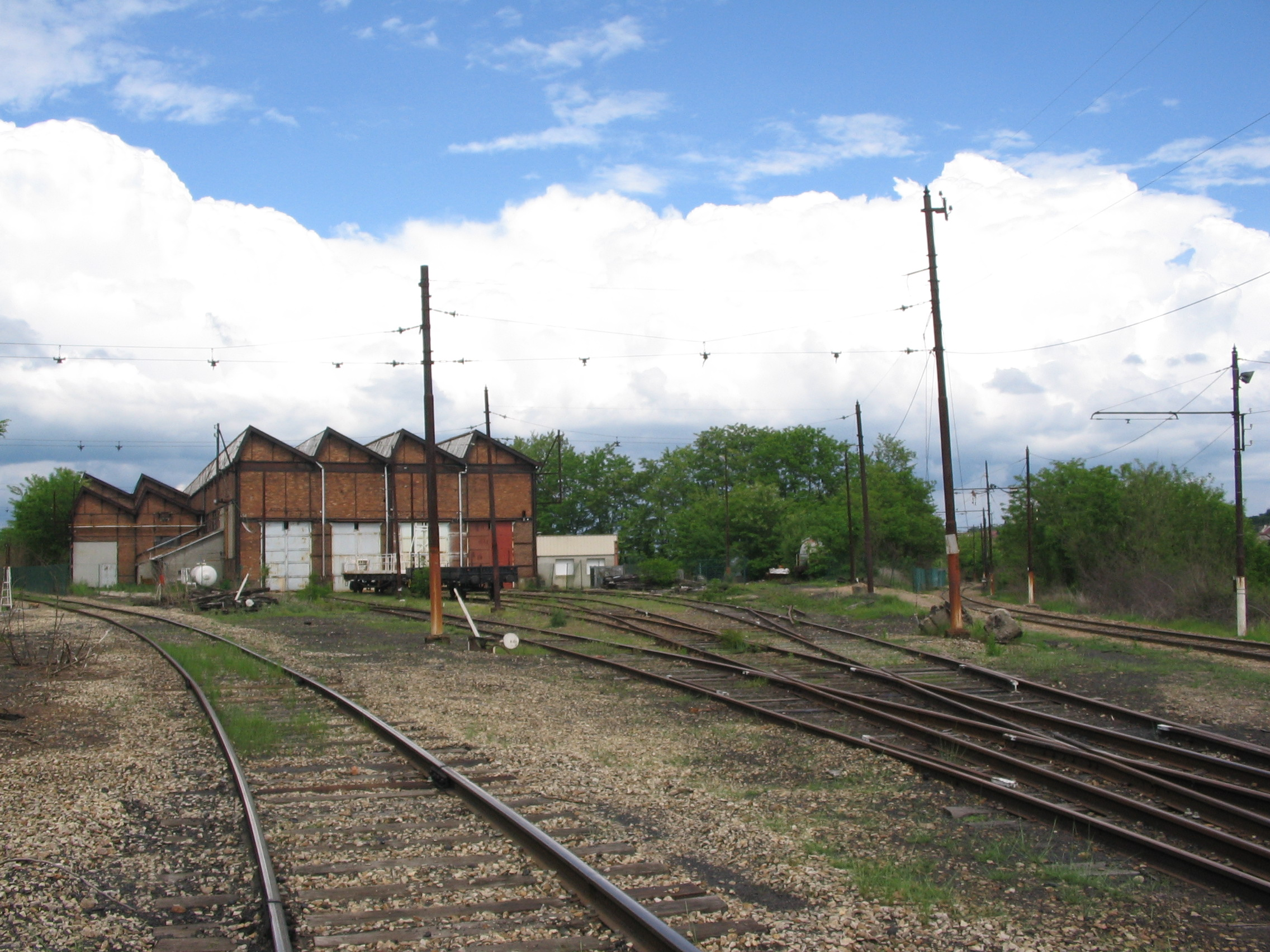
Accès aux remises des locomotives.
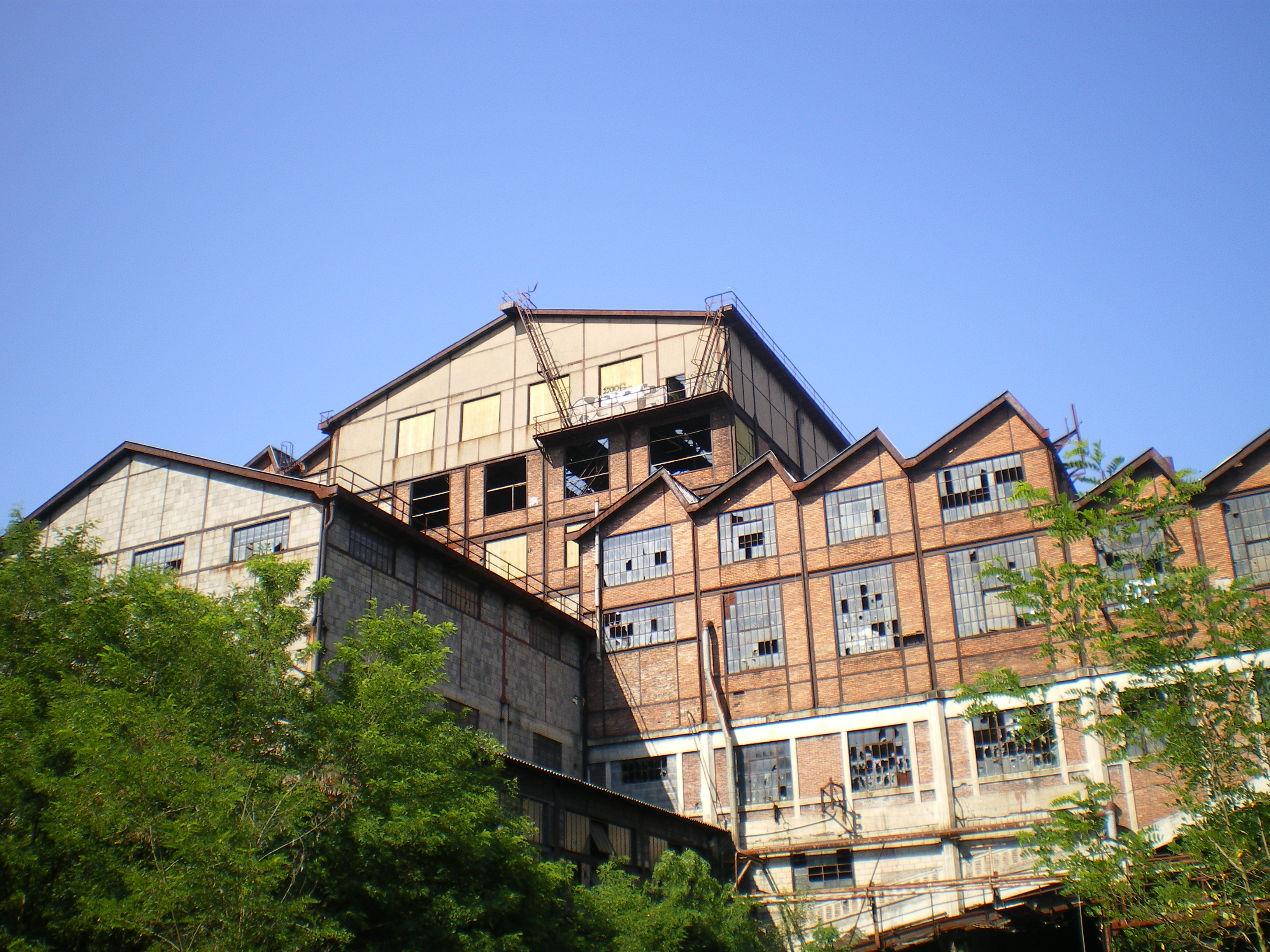
Vue rapprochée des façades.
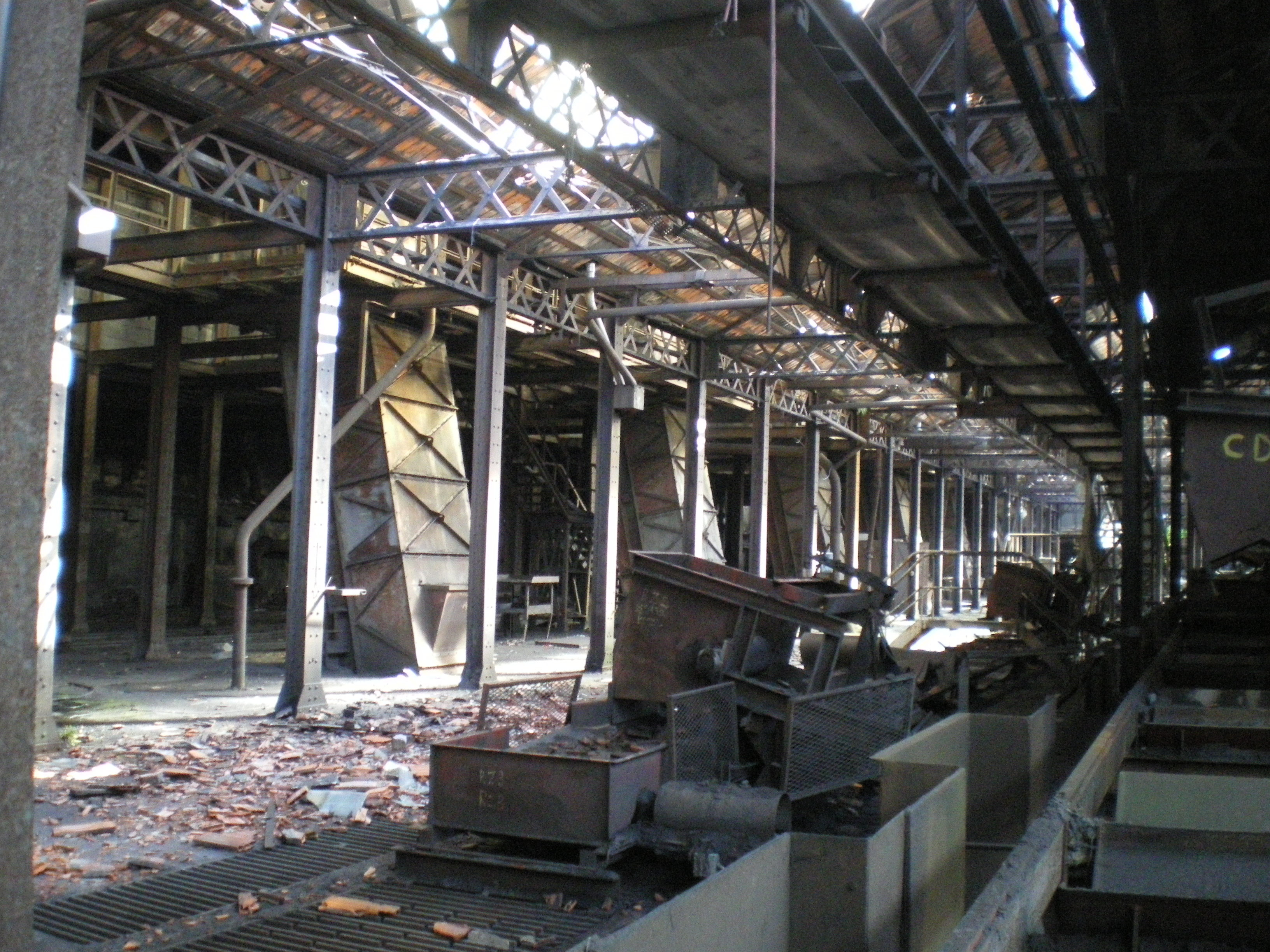
Chaine de traitement à l'intérieur.
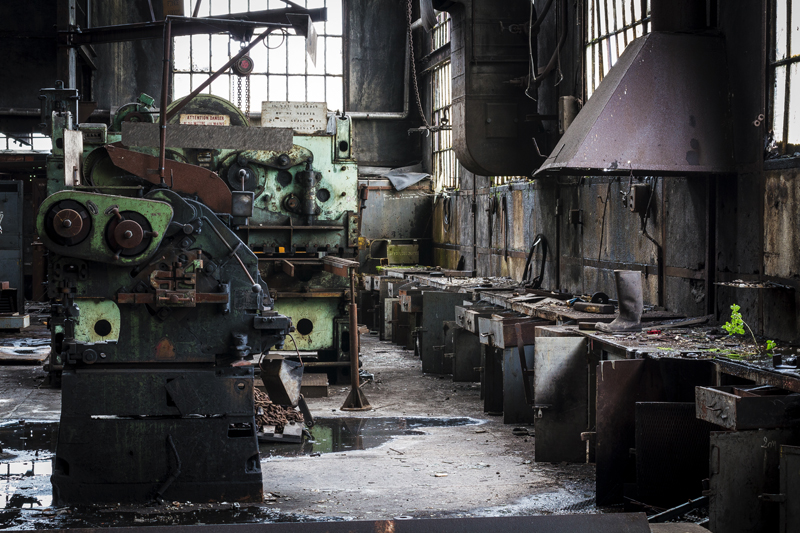
Atelier de maintenance.